# Alex Parker
Alexander Hershaw „Alex“ Parker (* 2. August 1935 in Irvine; † 7. Januar 2010) war ein schottischer Fußballspieler und -trainer.

## Laufbahn
Parker begann seine Profikarriere 1952 beim FC Falkirk in der ersten schottischen Liga. Als Stammkraft machte der Abwehrspieler die Verantwortlichen der schottischen Nationalmannschaft auf sich aufmerksam und debütierte 1955 in der Mannschaft. 1957 gewann er mit der Mannschaft durch einen 2:1-Erfolg im Wiederholungsspiel gegen den FC Kilmarnock den schottischen Landespokal. Ein Jahr später gehörte er zum Kader bei der Weltmeisterschaft 1958. Im Anschluss an das Turnier wechselte er in die First Division zum FC Everton. Sein Debüt für den neuen Klub verzögerte sich jedoch, da er zunächst zum Wehrdienst nach Zypern einberufen worden war. 1963 gewann er mit der Mannschaft den englischen Meistertitel. Zwei Jahre später ging er nach mehreren Verletzungen zum FC Southport, ehe er 1968 nach Nordirland zu Ballymena United wechselte. Später beendete er beim irischen Drumcondra FC seine Laufbahn.
Nach seinem Karriereende trainierte er zunächst seine ehemalige Spielstation FC Southport. Später betrieb er einen Pub in Gretna und trainierte nebenher unterklassige Vereine.